# Herniarina
Herniarina o 7-O-Methylumbelliferona 7-Methoxycoumarin Ayapanin Herniarina Metilo umbelliferyl ether, es un compuesto químico natural. Químicamente, puede ser considerado como un metoxilo derivado de cumarina o un metilo derivado de umbeliferona.
Herniarina se encuentra en  Herniaria glabra, Ayapana triplinervis y en especies del género Prunus (P. mahaleb, P. pensylvanica,y P. maximowiczii).